# روبرتو غيريرو (دراج)
روبرتو غيريرو (بالإسبانية: Roberto Guerrero)‏ هو دراج أرجنتيني، ولد في 1924 في بوينس آيرس في الأرجنتين، وتوفي في 10 يوليو 2011.

## وصلات خارجية
- روبرتو غيريرو على موقع أوليمبيديا (الإنجليزية)